# Stor i Japan
Stor i Japan - ett experiment av Henrik Schyffert var ett tv-program i 8 avsnitt producerat av Nordisk Film för TV6. Det visades på TV6 under hösten 2008 (sista avsnittet visades den 2 november 2008). Programmet visades varje söndag på TV6 klockan 20.30. Programmet inspirerades av den brittiska TV-serien "Adam and Joe Go Tokyo" från 2003.
Programledare var Sebastian Hedin och Jens Sjögren och målet för tv-serien var att Sebastian och Jens ska lyckas bli "stora i japan" på endast en månad. För att projektet skulle bedömas som lyckat så skulle flera kriterier uppnåtts:
- De ska ha blivit intervjuade i en rikstäckande tidning.
- Medverkat i ett större tv-program.
- Medverkat i ett större radioprogram.
- Kunna uppvisa tio fans.

Efter att ha försökt sig på komedi, konst och kläddesign så når de till sist viss framgång med musikbandet Man in Band och de gör två låtar som de spelar upp för olika skivbolag. Serien avslutas med att de lyckas få ett skivkontrakt.